# Tuula Puputti
Tuula Puputti   (Kuopio, 5 de novembre de 1977) és una jugadora d'hoquei sobre gel finlandesa, ja retirada, que va competir entre el 1985 i el 2011. Jugava de portera.
El 1998 va prendre part en els Jocs Olímpics d'Hivern de Nagano, on guanyà la medalla de bronze en la competició d'hoquei sobre gel. Quatre anys més tard, als Jocs de Salt Lake City, fou quarta en la mateixa competició.
En el seu palmarès també destaquen tres medalles de bronze al Campionat del món i dues medalles d'or al Campionat d'Europa. Amb la selecció finlandesa jugà un total de 109 partits. A nivell de clubs guanyà dues lligues finlandeses, el 1997 i 1998, amb el JYP Jyväskylä. També jugà al KalPaa i al Jyväskylän Hockey Catsiä. El 2000 marxà a estudiar a la Universitat de Minnesota Duluth, on jugà amb els Minnesota-Duluth Bulldogs i guanyà dues edicions del Campionat NCAA.
A partir del 2014 passà a exercir tasques d'entrenadora a la selecció nacional finlandesa.